# Royal Guard Open Chile 2014
Il Royal Guard Open Chile 2014 è stato un torneo di tennis che si è giocato sulla terra rossa nella categoria ATP World Tour 250 series nell'ambito dell'ATP World Tour 2014. È stata la 21ª edizione del Royal Guard Open Chile. Si è disputato a Viña del Mar in Cile dal 3 al 9 febbraio 2013.

## Partecipanti

### Teste di serie
| Nazionalità | Giocatore              | Ranking* | Testa di serie |
| ----------- | ---------------------- | -------- | -------------- |
| Italia      | Fabio Fognini          | 15       | 1              |
| Spagna      | Tommy Robredo          | 16       | 2              |
| Spagna      | Nicolás Almagro        | 17       | 3              |
| Spagna      | Marcel Granollers      | 35       | 4              |
| Francia     | Jérémy Chardy          | 43       | 5              |
| Ucraina     | Aleksandr Dolhopolov   | 53       | 6              |
| Spagna      | Guillermo García López | 56       | 7              |
| Argentina   | Federico Delbonis      | 60       | 8              |

* Ranking al 27 gennaio 2014.

### Altri partecipanti
I seguenti giocatori hanno ricevuto una wildcard per il tabellone principale:
- Aleksandr Dolhopolov
- Cristian Garín
- Gonzalo Lama

I seguenti giocatori sono passati dalle qualificazioni: 

- Martín Alund
- Thomaz Bellucci
- Tarō Daniel
- Rubén Ramírez Hidalgo

## Campioni

### Singolare
Fabio Fognini ha sconfitto in finale  Leonardo Mayer per 6-2, 6-4.
- È il terzo titolo in carriera per Fognini, il primo nel 2014.

### Doppio
Oliver Marach /  Florin Mergea hanno sconfitto in finale  Juan Sebastián Cabal /  Robert Farah per 6-3, 6-4.